# Dosilia plumosa
Dosilia plumosa är en svampdjursart som först beskrevs av Carter 1849.  Dosilia plumosa ingår i släktet Dosilia och familjen Spongillidae. Inga underarter finns listade i Catalogue of Life.